# Chien d'oysel allemand
Le chien d'oysel allemand (Deutscher Wachtelhund) est une race de chien originaire d'Allemagne. Il s'agit d'un chien de chasse et d'un leveur de gibier de taille moyenne, au poil long et ondulé, parfois bouclé avec des oreilles tombantes. Dans l'ensemble plus long que haut, il ne doit jamais donner l'impression d'être haut sur pattes. C'est une race décrite comme vive, docile et passionnée pour la chasse. La couleur de sa robe est unicolore brun foncé, ou des tons rouge renard, brun rouan, tachetée de brun et de blanc, arlequin, ou tricolore.
L'appellation « Wachtelhund » signifiant « chien de caille » date de plusieurs siècles. Toutefois, cette race a été créée vers 1890 par Frédéric Roberth, un éleveur allemand. Plusieurs chiens de chasse à poil long de petite taille et de taille moyenne ont été utilisés pour les croisements. Le premier représentant inscrit au livre des origines est Lord Augusta 1834 L, un chien provenant de Staufenberg. Durant le développement de la race, les variétés rouan et les marrons ne sont pas croisées ensemble, afin de maîtriser la consanguinité et de préserver les performances de chasse distinctes des deux couleurs. Aujourd'hui, cette séparation n'est plus respectée. L'aptitude à l'arrêt n'a jamais été sélectionnée.